# Michael Parenti
Michael John Parenti é um cientista e economista político, historiador e crítico cultural estado-unidense, que escreve sobre temas populares e académicos. Deu aulas em universidades internacionais e dos Estados Unidos, e tem dado palestras como convidado em polos universitários e a comunidades públicas.

## Biografia
Parenti, recebeu o seu PhD em ciência política da Universidade de Yale. É o autor de 23 livros e muitos mais artigos. As suas obras foram traduzidas para pelo menos dezoito línguas. Parenti dá palestras com frequência nos Estados Unidos e no exterior. É o pai de Christian Parenti, um autor e colaborador da revista A Nação.
Tem escrito sobre uma ampla gama de assuntos: política dos E.U.A, cultura, ideologia, economia política, imperialismo, fascismo, comunismo, socialismo democrático, livre-mercado, ortodoxias, activismo judicial conservador, religião, história antiga, história moderna, historiografia, a repressão nas universidades, notícias e entretenimento na mídia, tecnologia, ambientalismo, sexismo, racismo, homofobia, Venezuela, as guerras no Iraque e Jugoslávia, etnias, e os seus primeiros anos de vida. Talvez o seu mais influente livro seja a Democracy For The Few, , já na sua nona edição, uma análise crítica da sociedade dos EUA,
economia e instituições políticas. Nos últimos anos tem abordado temas como "Impérios: o Passado e o Presente", " Intervencionismo norte americano: o Caso do Iraque", " Raça, Género, e Poder de Classe", "Ideologia e História", "O Colapso do Comunismo" e "Terrorismo e a Globalização."
Michael Parenti foi criado em uma família e vizinhança ítalo-americana de classe trabalhadora, na Cidade de Nova York, sobre a qual tem escrito. Por muitos anos Parenti ensinou política e ciências sociais em diversas instituições de ensino superior. Com o passar do tempo, dedicou-se a tempo inteiro à escrita, falar em público, e ao activismo político.
Em 1974, Parenti concorreu em Vermont, pelo Liberty Union Party, para o Congresso dos EUA obtendo 7% dos votos.
Na década de 1980, foi professor convidado no Instituto de Estudos políticos em Washington, D.C.  Em Washington, D.C., em 2003, a convenção de Nova Ciência Política deu-lhe um prémio de carreira. Em 2007, recebeu de Barbara Lee, representante do Congresso dos Estados Unidos, um certificado de reconhecimento especial e um prémio de Nova Jersey pela promoção da Paz.

## Livros de Michael Parenti
- The Anti-Communist Impulse (Random House, 1970).
- Trends and Tragedies in American Foreign Policy (Little, Brown, 1971).
- Ethnic and Political Attitudes (Arno, 1975). ISBN 0-405-06413-6
- Democracy for the Few, First Edition circa 1974, Eighth Edition 2007.[12] ISBN 0-495-00744-7, ISBN 978-0-495-00744-9
- Power and the Powerless (St. Martin's Press, 1978). ISBN 0-312-63372-6, ISBN 0-312-63373-4
- Inventing Reality: the Politics of News Media. First edition 1986, Second Edition 1993. ISBN 0-312-02013-9, ISBN 0-312-08629-6
- The Sword and the Dollar: Imperialism, Revolution and the Arms Race (St. Martin's Press, 1989). ISBN 0-312-02295-6
- Make-Believe Media: the Politics of Entertainment (St. Martin's Press, 1992). ISBN 0-312-05603-6, ISBN 0-312-05894-2
- Land of Idols: Political Mythology in America (St. Martin's Press, 1993). ISBN 0-312-09497-3, ISBN 0-312-09841-3
- Against Empire (City Lights Books, 1995). ISBN 0-87286-298-4, ISBN 978-0-87286-298-2 (chapter 1 online)
- Dirty Truths (City Lights Books, 1996). Includes some autobiographical essays. ISBN 0-87286-317-4, ISBN 0-87286-318-2
- Blackshirts & Reds: Rational Fascism and the Overthrow of Communism (San Francisco: City Lights Books, 1997). ISBN 0-87286-329-8, ISBN 0-87286-330-1
- America Besieged (City Lights, 1998). ISBN 0-87286-338-7, ISBN 0-87286-338-7
- History as Mystery (City Lights, 1999). ISBN 0-87286-357-3, ISBN 0-87286-364-6
- To Kill a Nation: The Attack on Yugoslavia (Verso, 2002). ISBN 1-85984-776-5
- The Terrorism Trap: September 11 and Beyond (City Lights, 2002). ISBN 0-87286-405-7
- The Assassination of Julius Caesar: A People's History of Ancient Rome (The New Press, 2003). ISBN 1-56584-797-0.
- Superpatriotism (City Lights, 2004). ISBN 978-0-87286-433-7
- The Culture Struggle (Seven Stories Press, 2006). ISBN 1-58322-704-0, ISBN 978-1-58322-704-6
- Contrary Notions (City Lights Books, 2007).[13] ISBN 0-87286-482-0, ISBN 978-0-87286-482-5
- God and His Demons (Prometheus Books, 2010).
- The Face of Imperialism (Paradigm, 2011).
- Waiting for Yesterday: Pages from a Street Kid's Life (Bordighera Press, 2013).
- Profit Pathology and Other Indecencies (Routledge,  2015)